# Friedrich Eduard Beneke

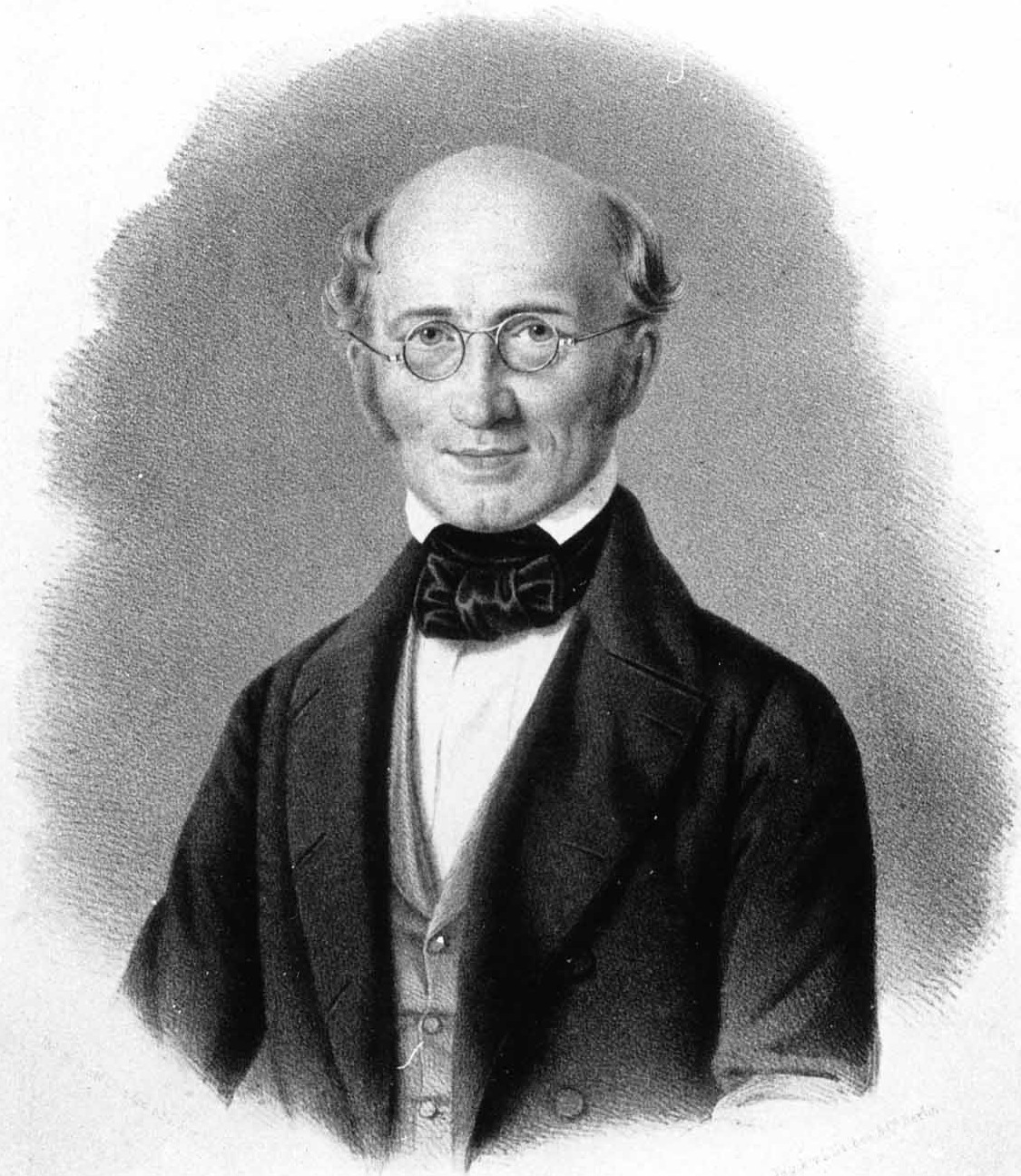
Friedrich Eduard Beneke

Friedrich Eduard Beneke (* 17. Februar 1798 in Berlin; † 1. März (ca.) 1854 ebenda) war ein deutscher Philosoph und Psychologe.
Seine Eltern waren der preußische Justizkommissar Johann Christian Friedrich Beneke (ca. 1762–1815) und dessen Ehefrau die Pfarrerstochter Charlotte Henriette Auguste Wilmsen.
Beneke machte den Feldzug von 1815 als freiwilliger Jäger mit und befasste sich seit 1816 in Halle und Berlin mit philosophischen Studien, deren Richtung die beiden Schriften Erfahrungsseelenlehre als Grundlage alles Wissens (Berlin 1820) und Erkenntnislehre nach dem Bewußtsein der reinen Vernunft (Jena 1820) bezeichneten. Kurz darauf habilitierte er sich in Berlin als Privatdozent; da er aber 1822 in Berlin eine Grundlegung zur Physik der Sitten hatte erscheinen lassen, in welcher man Materialismus witterte, wurde ihm die Fortsetzung seiner Vorlesungen untersagt. Um Missdeutungen vorzubeugen, gab er die „Schutzschrift für meine Grundlegung zur Physik der Sitten“ (Leipzig 1823) heraus und siedelte 1824 nach Göttingen über, wo er als Privatdozent lehrte. Hier befasste er sich vor allem mit psychologischen Fragestellungen.
Im Jahre 1827 kam er als akademischer Lehrer wieder nach Berlin, und nach Hegels Tod erhielt er im Frühjahr 1832 eine außerordentliche Professur der Philosophie. Zur praktischen Philosophie gab er seit 1851 die Zeitschrift Archiv für die pragmatische Psychologie etc. (1851–1853) heraus. 
Seit dem 1. März 1854 galt er als vermisst. Erst mehr als zwei Jahre später wurde seine Leiche am 3. Juni 1856 im Schiffskanal bei Charlottenburg gefunden. Es bestand der Verdacht, dass er in einem Anfall von Depression Selbstmord begangen hatte.
Sein Grab auf dem Dreifaltigkeitskirchhof II war bis zum Jahr 2014 als Ehrengrab in Berlin gewidmet.

## Schriften
- Grundlegung zur Physik der Sitten. Ein Gegenstůck zu Kants Grundlegung zur Metaphysik der Sitten. Mittler, Berlin 1822. Digitalisat
- Schutzschrift für meine Grundlegung zur Physik der Sitten. Reclam, Leipzig 1823. Digitalisat
- Beiträge zu einer rein seelenwissenschaftlichen Bearbeitung der Seelenkrankheitskunde. Reclam, Leipzig 1824. Digitalisat
- Psychologische Skizzen. Skizzen zur Naturlehre der Gefühle In Verbindung mit einer erläuternden Abhandlung über die Bewusstwerdung der Seelenthätigkeiten.
  - Band 1: „Zur Naturlehre der Gefühle“, Vandenhoeck & Ruprecht, Göttingen 1825; Digitalisat
  - Band 2: „Über das Vermögen der menschlichen Seele“, Vandenhoeck & Ruprecht, Göttingen 1827. Digitalisat
- Das Verhältniß von Seele und Leib. Philosophen und Aerzten zu wohlwollender und ernster Erwägung übergeben. Vandenhoeck & Ruprecht, Göttingen 1826. Digitalisat
- Kant und die philosophische Aufgabe unserer Zeit. Eine Jubeldenkschrift auf die Kritik der reinen Vernunft. Berlin 1832 Digitalisat
- Lehrbuch der Psychologie als Naturwissenschaft. Berlin 1833; 4. Aufl. von Dreßler, Berlin 1877. Digitalisat
- Die Philosophie in ihrem Verhältnis zur Erfahrung, zur Spekulation und zum Leben. Mittler, Berlin/Posen/Bromberg 1833. Digitalisat
- Erziehungs- und Unterrichtslehre. Berlin 1835 bis 1836, 2 Bde.; Band 1, Band 2

- System der Metaphysik und Religionsphilosophie aus den natürlichen Grundverhältnissen des menschlichen Geistes abgeleitet Dümmler, Berlin 1840 Digitalisat
- Grundlinien der Sittenlehre. Ein Versuch eines natürlichen Systems derselben. Mittler, Berlin/Posen/Bromberg 1837–1841, 2 Bde.(Digitalisat Band 1), (Band 2)
- Grundlinien des Naturrechts, der Politik und des philosophischen Kriminalrechts. Ein Versuch eines natürlichen Systems dieser Wissenschaften. Mittler, Berlin/Posen/Bromberg 1838. Digitalisat
- Grundlinien des natürlichen Systems der praktischen Philosophie. 3 Bände. Berlin 1837–1841 (eine Zusammenfassung von Sittenlehre und Naturrecht) Band 1, Band 2, Band 3
- System der Logik als Kunstlehre des Denkens. Dümmler, Berlin 1842, 2 Bände. Theil 1, Theil 2
- Pragmatische Psychologie oder Seelenlehre in der Anwendung auf das Leben. Mittler, Berlin 1850, 2 Bände (Digitalisat Band 1), (Band 2)
- Lehrbuch der pragmatischen Psychologie oder der Seelenlehre in der Anwendung auf das Leben. Mittler, Berlin 1853. Digitalisat